# Eurocopter AS365 Dauphin
El Eurocopter (actualment Airbus Helicopters) AS365 Dauphin, també anteriorment conegut com a Aérospatiale SA 365 Dauphin 2, és un helicòpter bimotor multifuncional de pes mitjà produït per Airbus Helicopters. Fou originalment desenvolupat i fabricat per l'empresa francesa Aérospatiale, que es fusionà en la multinacional Eurocopter a la dècada del 1990. El tipus porta més de 40 anys en producció, des de l'inici de la producció el 1975. Es preveu que l'Airbus Helicopters H160, que a març de 2015 encara no ha entrat en servei, en sigui el successor.